# Sainte-Cérotte
Sainte-Cérotte là một xã trong tỉnh Sarthe ở tây bắc nước Pháp. Xã này nằm ở khu vực có độ cao từ 104-167 mét trên mực nước biển.